# Fuga psicogena
Per fuga psicogena o dissociativa si intende un improvviso, inaspettato allontanamento dal proprio ambiente, con incapacità a ricordare il proprio passato, confusione riguardo alla propria identità e parziale o completa assunzione di una nuova personalità. Si tratta di uno dei disturbi dissociativi inseriti all'interno del manuale diagnostico DSM-IV-TR.

## Descrizione
È un disturbo molto raro, che appare connesso ad esperienze traumatiche (disastri naturali, guerre, violenze sessuali e abusi ripetuti durante l'infanzia, etc.) che producono uno stato di coscienza alterato "dominato dalla volontà di sottrarsi al trauma e dimenticare" (Putnam, 2006, p. 667).
Ha una durata molto limitata nel tempo, risolvendosi usualmente nel giro di ore o pochi giorni. Son stati descritti casi anche di molti mesi, con spostamenti anche di parecchi chilometri.
A volte può residuare amnesia per gli eventi traumatici che spesso precedono e sono, quindi, in stretta relazione con l'insorgenza del quadro clinico.
La dissociazione è definita come un'alterazione delle funzioni integrate di coscienza, identità, memoria, percezione del sé.
Le prime indagini scientifiche sulla fuga (chiamata anche Wandertrieb, automatisme ambulatorie, dromomania, poriomania) risalgono alla fine del XIX secolo. Tra i pionieri degli studi sull'argomento vanno ricordati certamente Charcot, che per primo riscontrò l'eziologia traumatica, oltre che epilettica o isterica, dei casi di fuga, e William James (1890), che descrisse il caso del reverendo Ansel Bourne, un pastore che si "risvegliò" in un'altra provincia in cui aveva assunto un nome diverso e gestiva un emporio, dopo uno stato di fuga durato due mesi.
È comunque a partire dalla pubblicazione della tesi di dottorato di Philippe Tissié nel 1887, che la fuga divenne una patologia diagnosticabile. La tesi del dottor Tissié era centrata su Albert Dadas, uno dei primi casi di fugueur della letteratura scientifica, con le sue spedizioni a Vienna, a Mosca, a Costantinopoli. "Viaggiava ossessivamente, straniato, spesso senza documenti d'identità e a volte senza identità, senza sapere chi fosse o perché viaggiasse, e a conoscenza solo della sua prossima tappa. Al momento del "ritorno" non aveva idea di dove era stato, ma sotto ipnosi riviveva fine settimana perduti, anni perduti" (Ian Hacking, 1998, p. 17). Gli studi di fine XIX secolo descrivevano la fuga compulsiva non come una malattia autonoma, ma come un fenomeno legato a disturbi quali l'epilessia, l'isteria, o la personalità multipla.
Il DSM-I pose la fuga psicogena tra le reazioni dissociative; il DSM-IV la ribattezza "fuga dissociativa". 
L'eziologia della fuga dissociativa è primaria. La diagnosi differenziale si pone con il delirium e la demenza, associate a ulteriori riconoscibili sintomi cognitivi; con l'amnesia globale transitoria, di solito sia anterograda che retrograda, associata a problemi vascolari; con l'amnesia postraumatica, dove in anamnesi c'è un trauma cranico; con la fuga epilettica, per l'assenza di anomalie motorie, comportamenti stereotipati, alterazioni percettive e, naturalmente, anomalie elettroencefalografiche; con l'amnesia postoperatoria, postinfettiva e anossica; con anomalie metaboliche, deficit di vitamine o di elementi essenziali; con assunzione di alcol o altre droghe. La fuga può comparire in schizofrenici come difesa contro l'ansia, accompagnata da psicosi. La fuga nei disordini affettivi differisce dalla fuga dissociativa per la presenza spesso di sintomi maniacali e l'assenza di nuove identità. I depressi possono esperire uno stato di fuga, ma sempre accompagnato da sintomi depressivi. La fuga può essere anche conseguente a uno stato di malignità. In certe culture, alcuni stati crepuscolari che giustificano stati di fuga sono accettati come parafisiologici, come tra l'amok in Malaysia e il piblokto tra gli Inuit.